# Elzweiler
Elzweiler ist eine Ortsgemeinde im Landkreis Kusel in Rheinland-Pfalz. Sie gehört der Verbandsgemeinde Kusel-Altenglan an.

## Geographie
Der Ort liegt in der Westpfalz. Im Südwesten befindet sich Welchweiler, im Nordosten Horschbach.

## Geschichte
Elzweiler ist vermutlich eine fränkische Gründung. Später war es Reichsland und gelangte 1350 unter die Herrschaft der Wildgrafen. Ab Mitte des 16. Jahrhunderts gehörte es zu Pfalz-Zweibrücken. Die alten Stadtmauern sind noch erkennbar. Nach dem Dreißigjährigen Krieg wurde Elzweiler als Siedlung aufgegeben und wurde zur Wüstung. Elzweiler wurde erst 1710 wieder besiedelt. Früher hatte Elzweiler der Überlieferung nach Stadtrechte.

## Politik

### Bürgermeister
Hartmut Jung wurde bei der Direktwahl am 26. Mai 2019 für weitere fünf Jahre in seinem Amt als Ortsbürgermeister bestätigt.
Er wurde im Juni 2024 wiedergewählt.

### Wappen
Geteilt von Gold und Blau, oben wachsend ein blau bewehrter roter Löwe, unten ein goldener Anker.
Der rote Löwe auf goldenem Grund symbolisiert die Wildgrafen als frühere Landesherren von Elzweiler und stellt einen Bezug zur Ortsgeschichte her. Der goldene Anker auf blauem Grund geht auf ein altes, aber nicht mehr erhaltenes Siegel der Gemeinde zurück.

## Wirtschaft und Infrastruktur
Elzweiler ist eine Pendlergemeinde. Im Südwesten befindet sich die A 62. In Altenglan ist ein Bahnhof der Bahnstrecke Landstuhl–Kusel.